# Can Toni (Vilobí d'Onyar)
Can Toni és una masia del municipi de Vilobí d'Onyar (Selva). Està situada a la plana de Sant Dalmai i està orientada a sud. És un edifici de dues plantes amb vessants a laterals i cornisa d'una filera de teules. Probablement l'edifici original era del segle xvi però ha sofert nombroses reformes, la més important al segle xviii. Forma part de l'Inventari del Patrimoni Arquitectònic de Catalunya.

## Descripció
La façana principal té adossat al costat dret un cos perpendicular, al mur del qual podem veure el pou. El portal és quadrangular amb llinda monolítica i al capdamunt té una finestra del mateix estil. Al costat esquerre té una finestra senzilla quadrangular oberta al segle XX i al primer pis una finestra de pedra d'arc conopial que correspon al primer edifici. La façana posterior conserva dues obertures emmarcades amb pedra, una d'elles d'arc de mig punt. Al costat dret i enfront de l'edifici hi ha diverses construccions i porxos destinats a serveis.
L'interior va ser objecte d'una reforma als anys vuitanta del segle xx. Els cairats de fusta van ser substuïts per sostres de revoltons, però es van conservar les dues bigues de fusta amb inscripcions de les dates 1723 i 1724 i una llinda de porta, també de fusta, amb decoració gravada d'hèlixs. També es va eliminar l'antic forn situat sota l'escala de pedra, que encara es manté, i es va substituir el paviment per terratzo.

## Història
Probablement la primera edificació data del segle xvi. Al segle xviii es va fer una important reforma que a l'interior queda documentada en dues bigues de fusta que porten gravada la data de 1723 i 1724. La teulada va ser refeta per primera vegada l'any 1899, cosa que queda certificada per un rajol encastat al mur. Cap als anys vuitanta es va reformar tot l'interior i es va ampliar la finestra de la banda esquerra. L'any 1993 es va aixecar el nivell de la teulada i es va tornar a refer alhora que es va col·locar un rajol amb la data de la mateixa manera que s'havia fet un segle abans. Sembla que sempre ha estat de la família de Joaquima Esteva Fages. Actualment és del seu fill Ernest Goy. En un portal es podia llegir la data 1700 inscrita. Durant la guerra civil de 1936-1939 es va cremar tota la documentació històrica de la casa.